# لئوپولد اکولیتسکی
ژنرال لئوپولد اکولیتسکی (به لهستانی: Leopold Okulicki) (اسامی مستعار کبری ، Niedźwiadek ؛ ۱۸۹۸-۱۹۴۶) ژنرال ارتش لهستان و آخرین فرمانده ارتش میهنی علیه آلمان نازی در جنگ جهانی دوم بود. او پس از جنگ توسط ان‌کاوه‌ده شوروی دستگیر شد و در حالی که در Butyrka_prison زندانی بود به قتل رسید.